# アマーロ (イタリア)
アマーロ（伊: Amaro; フリウリ語: Damâr）は、イタリア共和国フリウリ＝ヴェネツィア・ジュリア州ウーディネ県にある、人口約900人の基礎自治体（コムーネ）。

## 地理

### 位置・広がり

#### 隣接コムーネ
隣接するコムーネは以下の通り。
- カヴァッツォ・カルニコ
- モッジョ・ウディネーゼ
- トルメッツォ
- ヴェンゾーネ

### 気候分類・地震分類
アマーロにおけるイタリアの気候分類 (it) および度日は、zona E, 2714 GGである。
また、イタリアの地震リスク階級 (it) では、zona 1 (sismicità alta) に分類される。